# 愛知時計電機

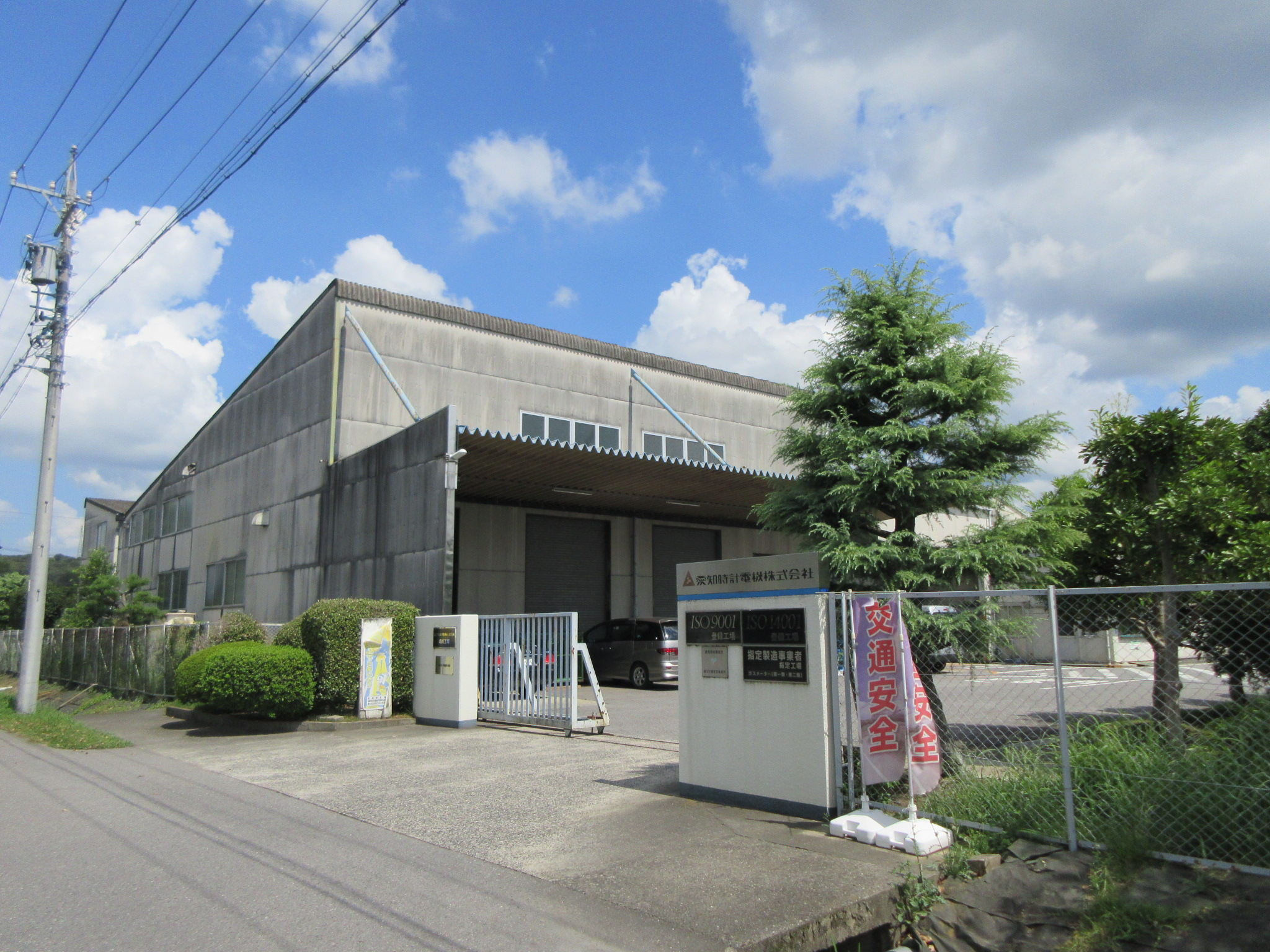
岡崎工場（愛知県岡崎市岡町）

愛知時計電機株式会社（あいちとけいでんき）は、愛知県名古屋市熱田区に所在する日本の企業。ガス・水道関連機器など、精密機器分野での製造を主要業務とする。

## 概要

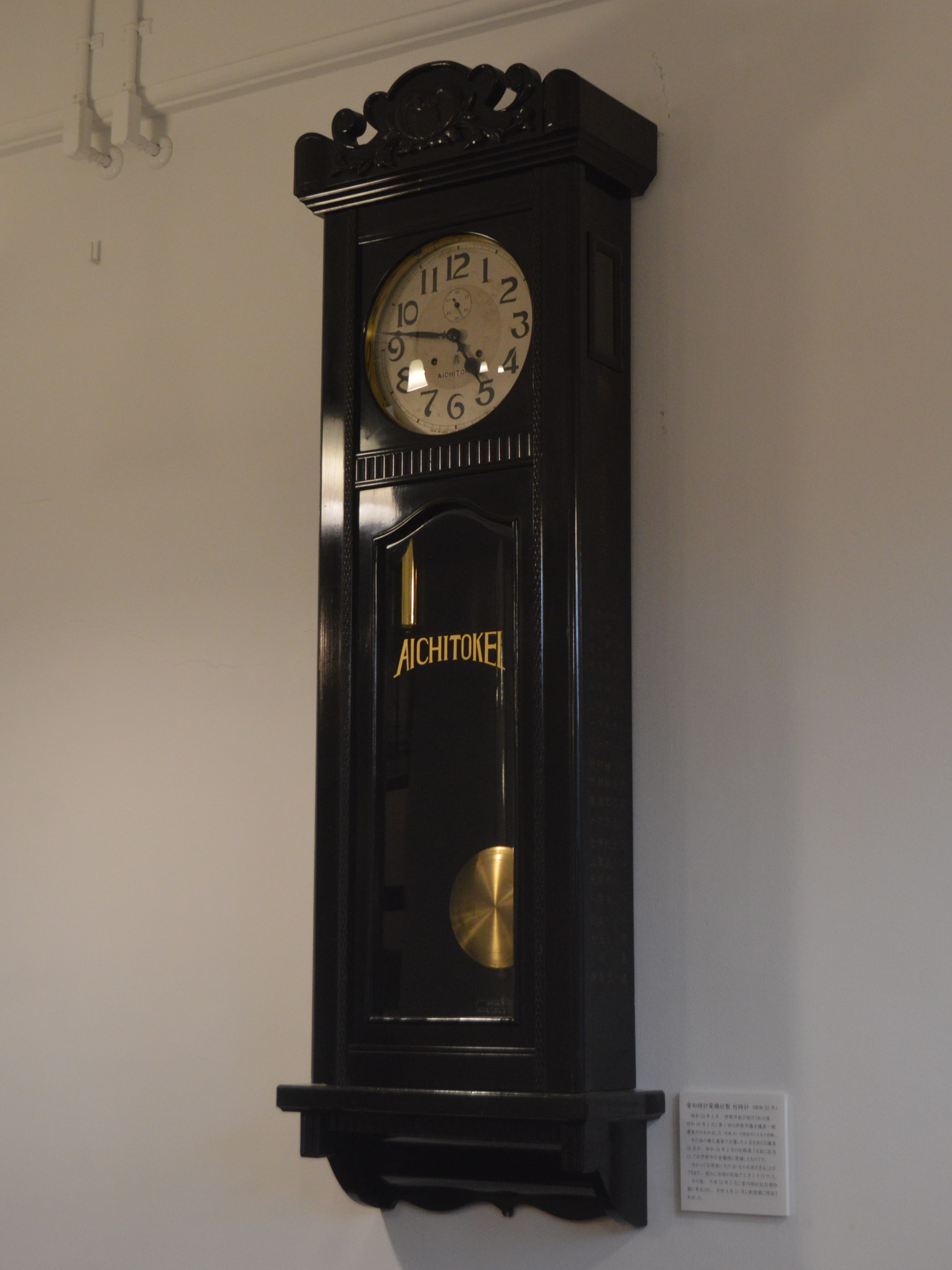
1958年に製造した柱時計（伊那市創造館）

当初は明治時代中期に名古屋市周辺で多く創業された機械式時計メーカーの一つであり、2000年代以降においてもその系譜を継ぐ社名を保っているが、現在は時計事業から撤退し、その歯車技術を応用した精密計測機器類のメーカーへと移行している。
戦前から時計製造による技術・資本蓄積によって派生した機械、電機、化学部門などを擁し、昭和初期には九六式艦上爆撃機、九九式艦上爆撃機の設計、製造を行うなど、軍用航空機とそのエンジン製造にまで携わった。その後、それらの派生部門は愛知化学工業（現在のアイカ工業）、愛知航空機（現在の愛知機械工業）などに分社された。
1993年（平成5年）の時計事業撤退以降、時計の製造を行うことはなかったが、2013年（平成25年）、創立115周年の記念事業として20年ぶりに機械式時計を生産した。

## 沿革
- 1893年（明治26年）12月 - 愛知時計製造合資会社として創立。
- 1898年（明治31年）7月 - 社名を愛知時計製造株式会社に改める。
- 1904年（明治37年） - 日本陸軍から砲弾の信管、日本海軍から試製歯輪装置を初受注。
- 1912年（明治45年）7月 - 愛知時計電機株式会社（現社名）に社名変更[WEB 3]。名古屋製函会社を買収し、中区東川端町に移転[1]。
- 1927年（昭和2年）10月 - 早稲田大学大隈記念講堂の塔時計を製造。
- 1936年（昭和11年）10月 - 愛知化学工業株式会社として化学部門が分離（現在のアイカ工業）[WEB 5]。
- 1943年（昭和18年）2月 - 愛知航空機株式会社として航空機製造部門が分離（現在の愛知機械工業）[WEB 6]。
- 1949年（昭和24年）6月 - 企業再建整備法に基づき、第二会社の新愛知時計電機株式会社として設立。同年12月、名古屋証券取引所市場第一部に株式を上場[WEB 3]。
- 1952年（昭和27年）7月 - 旧会社の愛知時計電機株式会社を吸収合併。同年12月、愛知時計電機株式会社に商号を変更[WEB 3]。
- 1961年（昭和36年）10月 - 東京証券取引所市場第一部に株式を上場[WEB 3]。
- 1993年（平成5年） - 時計の製造販売事業を終了[WEB 7]。
- 2015年（平成27年）10月 - 子会社のアイレックス株式会社（リコーエレメックスとの合弁会社[WEB 8]）を吸収合併[WEB 9]。

## 事業所
- 本社・本社工場 - 愛知県名古屋市熱田区千年一丁目2番70号
- 岡崎工場 - 愛知県岡崎市岡町字上野川100番地
- 北海道工場 - 北海道札幌市西区発寒11条十二丁目2番52号
- 仙台工場 - 宮城県仙台市宮城野区扇町六丁目1番19号
- 今治第一工場 - 愛媛県今治市喜田村四丁目1番25号
- 今治第二工場 - 愛媛県今治市喜田村四丁目1番19号
- 九州工場 - 福岡県福岡市博多区井相田三丁目3番50号

### WEB
1. ↑  “【まちなみデザイン貢献賞】愛知時計電機株式会社 新事務棟”.   名古屋市 (2015年5月27日). 2015年10月16日閲覧。
2. 1 2 3 4 5 6  “有価証券報告書-第92期（平成26年4月1日-平成27年3月31日）” (PDF).  EDINET. 2015年8月28日閲覧。
3. 1 2 3 4 5  “有価証券報告書-第99期（2021年4月1日－2022年3月31日）” (PDF).   EDINET. 2023年6月10日閲覧。
4. ↑  朝日新聞デジタル：120年前の柱時計を復刻　老舗メーカー20年ぶり生産（2013年6月11日時点のアーカイブ）
5. ↑  “企業概要・沿革”.   アイカ工業. 2015年8月28日閲覧。
6. ↑  “愛知機械工業 沿革”.   愛知機械工業. 2014年11月23日閲覧。
7. ↑  時計修理のご相談｜愛知時計電機 - 流体計測機器メーカー 2020年5月13日閲覧。
8. ↑  “合弁会社設立に関するお知らせ”.   リコーエレメックス (2011年7月14日). 2016年7月24日閲覧。
9. ↑  “連結子会社の吸収合併（簡易合併・略式合併）に関する基本合意のお知らせ” (PDF).   EDINET (2015年5月19日). 2015年8月28日閲覧。

### 書籍
1. ↑  名古屋市会事務局 1963, p. 195.